# Drozdy (podrodzina ptaków)
Drozdy (Turdinae) – podrodzina ptaków z rodziny drozdowatych (Turdidae).

## Zasięg występowania
Podrodzina obejmuje gatunki występujące w Eurazji, Afryce, Ameryce, Australii i Oceanii.

## Systematyka
Do podrodziny należą następujące rodzaje:
- Zoothera Vigors, 1832
- Ixoreus Bonaparte, 1854 – jedynym przedstawicielem jest Ixoreus naevius (J.F. Gmelin, 1789) – rudodrozd
- Entomodestes Stejneger, 1883
- Cichlopsis Cabanis, 1851 – jedynym przedstawicielem jest Cichlopsis leucogenys Cabanis, 1851 – klarnetowiec
- Ridgwayia Stejneger, 1883 – jedynym przedstawicielem jest Ridgwayia pinicola (P.L. Sclater, 1859) – drozdek aztecki
- Hylocichla S.F. Baird, 1864 – jedynym przedstawicielem jest Hylocichla mustelina (J.F. Gmelin, 1789) – drozdek rudy
- Catharus Bonaparte, 1850
- Chlamydochaera Sharpe, 1887 – jedynym przedstawicielem jest Chlamydochaera jefferyi Sharpe, 1887 – kruczodrozd
- Cochoa Hodgson, 1836
- Geokichla S. Müller, 1835
- Otocichla Wolters, 1980
- Psophocichla Cabanis, 1860 – jedynym przedstawicielem jest Psophocichla litsitsirupa (A. Smith, 1836) – drozd kroplisty
- Turdus Linnaeus, 1758